# فرودگاه صحرایی ارتش لادد
فرودگاه صحرایی ارتش لادد  (به انگلیسی: Ladd Army Airfield) یک فرودگاه نظامی با کد یاتا FBK است که یک باند فرود آسفالت و بتن دارد و طول باند آن ۲۶۱۴ متر است. این فرودگاه در شهر فیربنکس کشور ایالات متحده آمریکا قرار دارد و در ارتفاع ۱۳۸ متری از سطح دریا واقع شده است.